# Emmelia apatelia
Emmelia apatelia is een vlinder van de familie van de uilen (Noctuidae). De wetenschappelijke naam van deze soort is voor het eerst voorgesteld als Tarache apatelia door Charles Swinhoe in een publicatie uit 1907.

## Verspreiding
De soort komt voor in Kameroen, Soedan, Ethiopië, Somalië, Kenia en Angola.

## Waardplanten
De rups leeft op Gossypium sp. (Malvaceae) en Indigofera sp. (Fabaceae).